# Squamopappus
Squamopappus es un género monotípico de plantas con flores  perteneciente a la familia Asteraceae. Su única especie: Squamopappus skutchii, es originaria de México.

## Taxonomía
Squamopappus skutchii fue descrita por (S.F.Blake) "R.K.Jansen, N.A.Harriman & Urbatsch" y publicado en Systematic Botany 7(4): 481. 1982.
Sinonimia
- Calea skutchii S.F.Blake	basónimo
- Podachaenium skutchii (S.F.Blake) H.Rob.	[3]